# 930 MBC 뉴스 대전·세종·충남
《930 MBC 뉴스 대전·세종·충남》은 대전MBC에서 매주 월요일부터 금요일 오전 9시 35분에 방송되었던 대전 지역 저녁 뉴스 프로그램이다.

## 앵커
- 무작위 대전MBC 아나운서

## 경쟁 프로그램
- KBS 930 뉴스 대전·세종·충남 (KBS청주 1TV)
- TJB 뉴스 (1020) (TJB TV)